# BA-I
La BA-I era un'autoblindo pesante sviluppata in Unione Sovietica. Venne prodotta soltanto in 82 esemplari tra il 1932 e il 1934, ma da questo progetto originò tutta la serie di autoblindo pesanti degli Stabilimenti Izhorskij: BA-3, BA-6, BA-9 e BA-10. Alcuni esemplari, nonostante l'obsolescenza, vennero impiegati nella seconda guerra mondiale.

## Storia
Il primo telaio ruotato 6×4 sovietico venne creato nel 1931, realizzato aggiungendo due assali gemellati Timken allo chassis di un autocarro Ford Model AA, perciò denominato Ford-Timken. Sulla base di questo telaio iniziò immediatamente lo sviluppo di autoblindo. Prima della fine dello stesso anno iniziò l'assemblaggio presso gli stabilimenti "Gudok Oktyabrya" di Kanavin, nei pressi di Nizhniy Novgorod. In autunno, presso la Base di Riparazione Nº2 di Mosca, sul nuovo telaio venne montato lo scafo dell'autoblindo BA-27; vennero così realizzate 20 blindo designate BA-27M. Nello stesso periodo ma presso gli Stabilimenti Izhorskij, sullo stesso telaio vennero realizzate alcune decine di autoblindo D-13, sviluppate da N. I. Dyrenkov.
Nel 1932, l'ingegnere P. N. Syachentov, noto per il suo lavoro nel campo dell'artiglieria, progettò il modello di autoblindo universale BAD-2, anfibia e capace di movimento sulle rotaie ferroviarie. Venne realizzato un singolo prototipo, non accettato per la produzione di serie.
La BA-I (la "I" sta per Izhorskij) venne sviluppata presso gli Stabilimenti Izhorskij da A. D. Kuzmin. In alcune pubblicazioni il nome è scritto attaccato, BAI. Il mezzo utilizzava lo stesso telaio a tre assi Ford-Timken dei suoi predecessori.

## Tecnica
Lo scafo era realizzato con piastre saldate anziché rivettate, una tecnologia avanzata per l'epoca. Il tetto della parte posteriore dello scafo presentava un gradino ribassato, sul quale era posizionata la torretta rotante, con una riduzione complessiva dell'altezza del veicolo. La torretta cilindrica, anch'essa saldata, era armata di cannone da 37 mm 7-K, con una riserva di 34 colpi (similmente alle precedenti BA-27), e di una mitragliatrice DT su supporto a sfera. Una seconda DT era installata sulla piastra frontale dello scafo, a sinistra della posizione del conduttore. L'accesso allo scafo avveniva tramite portelli sui due lati e sul retro dello stesso.
Un'interessante soluzione, mutuata dalla precedente D-13, era l'installazione delle ruote di scorta tra le ruote anteriori sterzanti e il secondo assale, appena sollevate dal terreno. Queste due ruote folli risultavano quindi d'aiuto nel superamento di trincee e terreni accidentati. Una innovazione originale era la possibilità di convertire il veicolo in un semicingolato installando cingoli ausiliari tra le due coppie di ruote gemellate posteriori. Alcuni esemplari, infine, vennero dotati inoltre di radio. Tutte e tre queste soluzioni vennero in seguito applicati sulle altre autoblindo della serie, inclusa la BA-10.
Venne sviluppata una versione su telaio migliorato sovietico GAZ-AAA, oltre ad un prototipo ferroviario BA-IZD, mai entrato in produzione.